# Léon Pierre-Quint
Léon Pierre-Quint, de son vrai nom Léopold Léon Steindecker (né à Paris 16e, le 7 septembre 1895 et décédé le 21 juillet 1958 à Clichy (Seine), est un écrivain, éditeur et critique littéraire français influent de la première moitié du XXe siècle. 
Directeur des Éditions du Sagittaire pendant plus de vingt ans, il contribua à lancer le mouvement surréaliste. Il fut également l'ami de Proust et de Gide, auxquels il consacra articles et ouvrages qui font encore référence.

## Biographie
Léon Steindecker naît à Paris dans une famille de banquiers juifs. Soigné très jeune pour une tuberculose osseuse qui le fera souffrir toute sa vie, il est exempté du service militaire et échappe à la mobilisation de 1914. Il suit des études de droit et obtient son doctorat, tout en assistant aux cours de philosophie de Bergson au Collège de France. À partir de 1918, s'étant découvert homosexuel, il s'éloigne de sa famille et prend le pseudonyme de « Léon Pierre-Quint ». 
Ses premières œuvres de fiction sont remarquées et publiées par Rachilde au Mercure de France, par André Malraux aux Éditions du Sagittaire, et chez Ferenczi & fils (collection Colette).   
Sa carrière d'éditeur commence en 1923, lorsque André Malraux, co-directeur littéraire du Sagittaire, donne sa démission. Simon Kra fait alors appel à Léon Pierre-Quint et à Philippe Soupault pour le remplacer.  
Pierre-Quint et Soupault réussissent un coup de maître l'année suivante (1924) en publiant le Manifeste du surréalisme d'André Breton. En 1927, Pierre-Quint et son équipe connaîtront une année exceptionnelle, en publiant 4 nouveautés par mois. 
Mais avec la crise économique du début des années 1930, la famille Kra choisit de revendre ses parts en 1933. Un administrateur-délégué, en la personne de Jacques Jéramec, est nommé pour tenter d'éviter la liquidation. Démissionnaire du conseil d'administration en 1934, Léon Pierre-Quint demeure le directeur littéraire en titre, poste qu'il conservera durant plus de vingt ans. Outre Breton et Gide, il publiera des auteurs tels que Paul Valéry, F. Scott Fitzgerald, René Crevel, Jean Legrand, Thomas Mann ou Claude Simon.

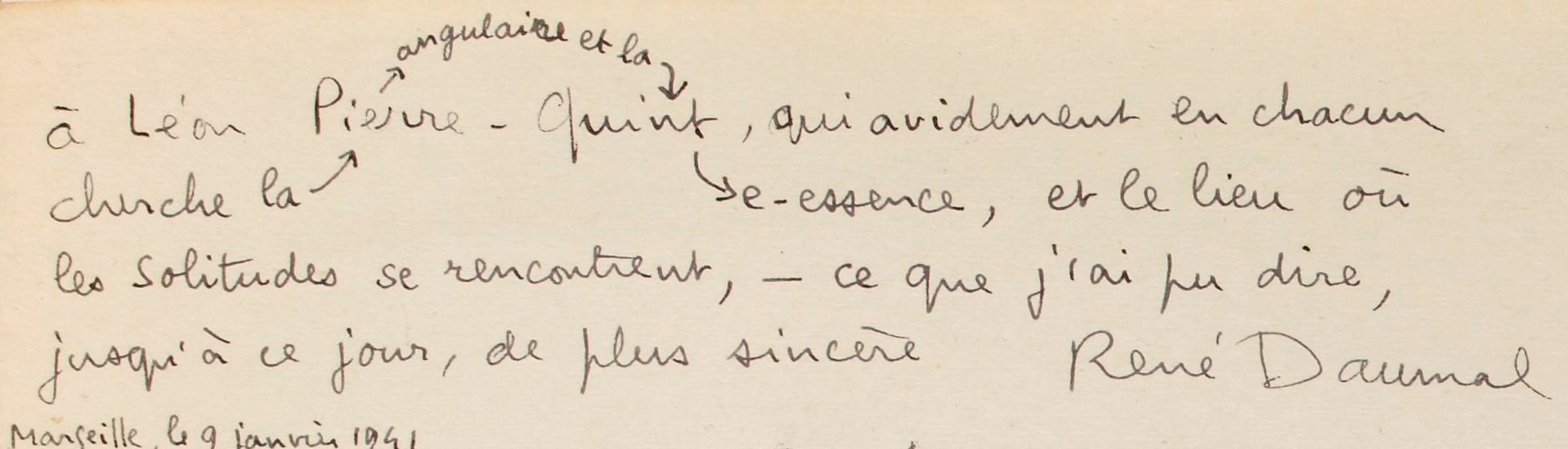
Dédicace de René Daumal sur un exemplaire de La Guerre sainte. Léon Pierre-Quint est un observateur attentif du Grand Jeu et a entretenu une longue correspondance avec l’écrivain.

Durant l'Occupation allemande, ses origines juives, son homosexualité et ses convictions politiques ancrées à gauche l'obligent à se cacher en Provence  tandis que les Éditions du Sagittaire sont accueillies dans les locaux des Cahiers du Sud à Marseille et dirigées par Julien Luchaire, père du collaborateur Jean Luchaire dans le cadre de l'aryanisation.
Pierre-Quint regagne Paris après la Libération et, dès novembre 1944, reprend officiellement la direction littéraire des Editions du Sagittaire. Mais la maison connaît de graves difficultés et, en 1951, elle finit par s'associer à Jérôme Lindon, jeune patron des Éditions de Minuit.  
Ce dernier endosse la présidence du Sagittaire, apurant les dettes mais en demandant à Pierre-Quint de continuer son programme éditorial. En 1954, Lindon doit céder le fonds du Sagittaire au Club français du livre et Pierre-Quint décide de s'en éloigner.
La même année, Pierre-Quint publie, aux éditions de la Table ronde, sous le pseudonyme de Jean Basque, un ouvrage autobiographique intitulé Journal d'une double libération : juillet-août 1944, qui met en lumière sa toxicomanie à l'héroïne et son douloureux sevrage pendant la Libération de Paris). Il y dévoile également son homosexualité, mais de manière purement factuelle au travers de rapports amoureux qu'il décrit, sans jamais évoquer ouvertement le sujet.
Il meurt à Paris en 1958 et est inhumé au cimetière du Montparnasse (division 30).

## Œuvres
- Simplification amoureuse (roman), Mercure de France, 1922
- La Femme de paille (roman), préface de Max Jacob, Ferenczi, 1924
- Déchéances aimables (contes), Le Sagittaire, 1924
- Marcel Proust, sa vie, son œuvre, Le Sagittaire, 1925
- En personne (autobiographie), La Cité des Livres, 1926
- Marcel Proust, suivi de Le Comique et le Mystère chez Proust, Le Sagittaire, 1927
- Comment travaillait Proust: Bibliographie, Variantes, Lettres de Proust, Les Cahiers Libres, 1928
- Les Droits de l'écrivain dans la société contemporaine, Les Cahiers de la Quinzaine, 1928, Éolienne, 2020
- Le Comte de Lautréamont et Dieu, Les Cahiers du Sud, 1930
- André Gide, sa vie, son œuvre, Stock, 1932
- Marcel Proust, sa vie, son œuvre (réédition des 2 textes de 1927, révisée et augmentée), Le Sagittaire, 1935 et 1946
- Jean Basque [pseud.], Journal d'une double libération : juillet-août 1944, La Table ronde, coll. « Le choix », 1954

## Hommage
- Léon Pierre-Quint, exposition à la Bibliothèque Nationale, textes de Jean Blot, Jean Beaufret, Antoine Coron et préface de Georges Le Rider, portrait de l'auteur par Ilse Bing, Paris, 24 mars au 8 avril 1981 lire sur Gallica.